# Держись, капитан!
«Держись, капитан!» — рассказ Льва Кассиля, написанный им в годы Великой Отечественной войны на основе реальных событий. Повествование идёт о раненом 14-летнем юноше по имени Гриша, который лежит в госпитале.

## Сюжет
Повествование рассказа идёт о раненом парне Грише Филатове из села Лутохино, лежащем в московском госпитале, который был специально оборудован для пострадавших на войне детей и подростков.
В один из дней в больницу навестить его приехали его лутохинские друзья из школьной футбольной команды «Восход», вместе с которыми ещё летом Гриша составлял знаменитую пятерку нападения. Вместе с мальчишками увязалась и Варя Суханова, главная болельщица команды. Встретив капитана команды Гришу, ребята растерялись, а уж когда он откинул полу халата и показал, что у него нет одной ноги, были шокированы, лишились дара речи. Друзья не знали как себя вести и где найти нужные слова, чтобы утешить парня. Эти слова нашла Варя, которая, оставшись с ним наедине, поддержала Гришу, увидела в нём не калеку, а дорогого человека. Она подарила ему книгу из серии «Жизнь замечательных людей» о поэте Байроне, который, несмотря на хромоту, стал незаурядной личностью, неутомимым путешественником и искусным спортсменом, и тем самым вдохновила юношу.

## История создания
В годы Великой Отечественной войны Лев Кассиль посещал больницы, в которых лежали раненные дети. Одним из таких госпиталей стала Русаковская больница в Москве (ныне — Детская городская клиническая больница святого Владимира). Именно здесь и произошёл случай, описанный в произведении. Рассказ был впервые напечатан в 1943 году в сборниках «Есть такие люди» и «Обыкновенные ребята»; ранее он неоднократно транслировался по радио.